# Raúl Mendiolea Cerecero
Raúl Mendiolea Cerecero (1924-2008), Mayor de infantería, era Subjefe de la policía del Distrito Federal al momento que sucedió la masacre del 2 de octubre de 1968. También fue subjefe de la Procuraduría de Justicia Federal en la década de 1980. 

## El movimiento estudiantil de 1968
La Fiscalía Especial para Movimientos Sociales y Políticos del Pasado (FEMOSPP) inició investigaciones contra Raúl Mendiolea Cerecero por su presunta responsabilidad de los delitos de genocidio (por el 10 de junio), privación ilegal de la libertad, tortura, abuso de autoridad y lo que resultara respecto al 2 de octubre.
También la FEMOSPP inició juicios por los eventos del 10 de junio de 1971 y por la masacre del 2 de octubre de 1968, por cargos de "genocidio" y "privación ilegal de la libertad" en contra de Luis Echeverría, Julio Sánchez Vargas, Luis Gutiérrez Oropeza, Miguel Nazar Haro, Luis de la Barreda Moreno, Raúl Mendiolea Cerecero, Javier Vázquez Félix, y Salvador del Toro Rosales.
El estudiante Alberto Jorge Abaroa Corona declaró que, en la madrugada del 24 de septiembre de 1968, cuatro granaderos lo detuvieron junto con otros estudiantes, y fueron golpeados brutalmente. Luego los trasladaron a las instalaciones de Tlaxcoaque, donde fueron torturados y objeto de "golpes en los testículos por parte de los jefes de la policía Raúl Mendiolea Cerecero y Luis Cueto Ramírez".
Los interrogatorios y la tortura continuaron cuando Abaroa Corona fue trasladado al campo militar. Parte de las torturas físicas y mentales consistían en ponerles grabaciones de mujeres y les decían que se trataba de sus familiares. "En el caso de Alberto Jorge Abaroa Corona, supuestamente de su mamá, para que aceptara su responsabilidad en hechos no cometidos, como planear secuestros a atletas que participaron en las Olimpiadas."